# Friedrich von Schwartzkoppen

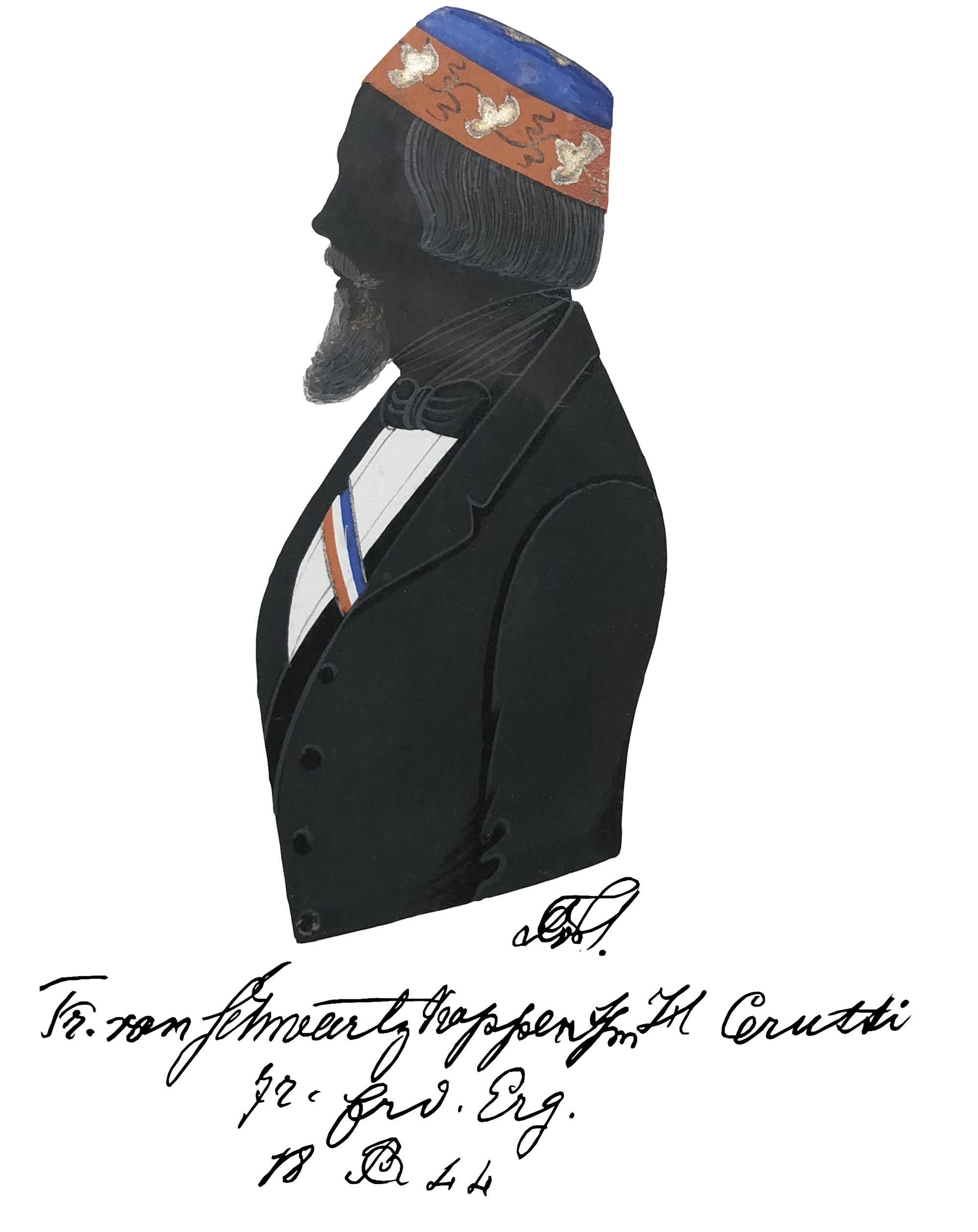
Friedrich von Schwartzkoppen

Johann Hermann Friedrich August Maximilian Freiherr von Schwartzkoppen-Rottorf (* 15. Januar 1819 in Haus Obereimer bei Arnsberg; † 29. Mai 1897 in Weinheim) war ein deutscher nationalliberaler Politiker und Publizist.

## Familie
Schwartzkoppen, der evangelischer Konfession war, war ein Sohn des Herzoglich nassauischen Kammerherrn und Oberhofmarschalls Friedrich von Schwartzkoppen (1784–1832) und seiner Frau Isabella Wilhelmine Luise geb. von Nauendorff (1795–1873). 1852 heiratete er Johanne Charlotte geb. Freiin v. Berlichingen (1818–1897). Seine Familie war am 22. Februar 1688 in den Reichsadelsstand erhoben worden und verwendete den Freiherrentitel. Dieser wurde 1843 „abermalig“ im Herzogtum Nassau bestätigt. In Preußen erfolgte dies nicht und die Familie galt als einfacher Briefadel.

## Leben
Ab 1839 war Schwartzkoppen Student der Rechtswissenschaften an der Universität Heidelberg und dort Mitglied des Corps Nassovia Heidelberg. Nach Beendigung seiner Studien wurde er zum Dr. iur. promoviert. Er trat in den nassauischen Staatsdienst, ließ sich aber bald als Gutsbesitzer in Weinheim nieder. 1865/66 war er Mitglied der Ersten Nassauischen Kammer als Vertreter des Grafen von Kielmansegge. Da er in den hessischen Landständen zur Opposition gehörte und gegen die Finanzmittel für den Krieg gegen Preußen stimmte, entzog ihm Adolph (Luxemburg) die Würde als Kammerherr. Von Februar 1867 bis März 1870 saß er im Reichstag (Norddeutscher Bund) für den Reichstagswahlkreis Regierungsbezirk Wiesbaden 5 (rechter Flügel der Fortschrittspartei und Nationalliberalen Partei, später Freie Konservative Vereinigung), 1867 bis 1870 auch Mitglied des Preußischen Abgeordnetenhauses für den Wahlkreis Regierungsbezirk Wiesbaden 10 (rechtes Zentrum, Freikonservative Partei).